# هيو هانراهان
هيو هانراهان هو سياسي كندي، ولد في 16 يناير 1947 في Antigonish, Nova Scotia ‏ في كندا، وتوفي في 19 مايو 1999 بسبب مرض معد. نشط حزبياً في حزب الإصلاح الكندي. وقد انتخب عضو مجلس العموم الكندي.